# Acid Bath
Acid Bath var ett amerikanskt sludge- och doom metal-band från Louisiana. De bildades 1991 och splittrades 1997 då basisten i bandet, Audie Pitre, dödades av en rattfyllerist.

## Medlemmar
Senaste medlemmar
- Joseph Fontenot – basgitarr (1991–1992, 1997)
- Jimmy Kyle – trummor (1991–1997)
- Mike Sanchez – gitarr, bakgrundssång (1991–1997)
- Sammy Pierre Duet – gitarr, bakgrundssång (1991–1997)
- Dax Riggs – sång (1991–1997)

Tidigare medlemmar
- Audie Pitre – basgitarr, bakgrundssång (1991–1997; död 1997)
- Tommy Viator – keyboard (1996–1997)

Turnerande medlemmar
- Kelly Pitre – basgitarr (1997)

## Diskografi
Demo
- 1992 – Screams of the Butterfly
- 1993 – Demo II
- 1993 – Hymns of the Needle Freaks
- 1996 – PTT Outtakes

Studioalbum
- 1994 – When the Kite String Pops
- 1996 – Paegan Terrorism Tactics

EP
- 1994 – Edits

Samlingsalbum
- 1996 – Radio Edits
- 2005 – Demos: 1993-1996

DVD/Video
- 1994 – Apocalyptic Sunshine Bootleg
- 1994 – Toubabo Koomi
- 2002 – Double Live Bootleg!